# Fráze (syntax)
Fráze nebo též bezprostřední složka ve formální lingvistice je složka hierarchické syntaktické struktury věty. Nejmenší možnou frází je slovo. Složenou frázi tvoří slovo nebo fráze spolu s frázemi, které ho rozvíjejí (rozvíjející nebo závislé větné členy). Slovo (větný člen), kterým ve frázi není rozvíjen žádný jiný člen, se nazývá hlava fráze. Podle slovního druhu hlavy rozlišujeme různé druhy frází, např.:
- Jmenná fráze (hlavou je podstatné jméno)
- Adjektivní fráze (hlavou je přídavné jméno)
- Předložková fráze (předložka spolu se jmennou frází v příslušném pádě)
- Adverbiální fráze (hlavou je příslovce)
- Slovesná fráze (hlavou je sloveso)

Pro popis syntaxe přirozeného jazyka se používají pravidla, která popisují, jak lze skládáním slov vytvářet fráze a skládáním frází složitější fráze i celé věty (generativní gramatika). Alternativní metodou popisu je závislostní syntax.